# Neal Morse

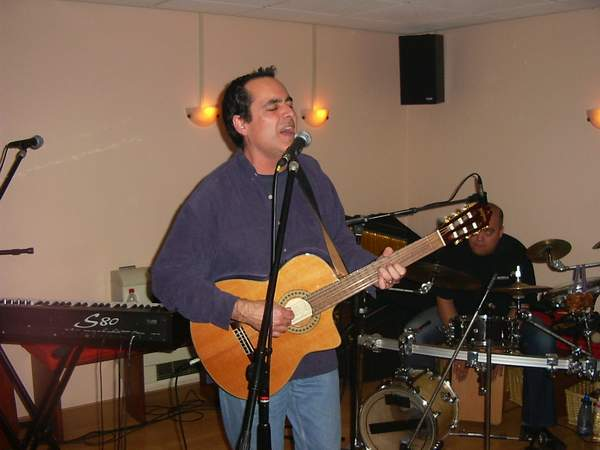
Neal Morse, 2006

Neal Morse är en amerikansk prog-multimusiker som sedan 2002 gör solokarriär men som även har medverkat i Spock's Beard och Transatlantic.

## ? (Question Mark)
? är en skiva som släpptes i november 2005 - ett landmärke inom modern progressiv musik.
1. The Temple Of The Living God
2. Another World
3. The Outsider
4. Sweet Elation
5. In The Fire
6. Solid As The Sun
7. The Glory Of The Lord
8. Outside Looking In
9. 12
10. Entrance
11. Inside His Presence
12. The Temple Of The Living God (Inte samma låt som spår 1)

### Musiker som spelar med Neal Morse på "?"
- Jordan Rudess (Keyboards, Dream Theater)
- Mike Portnoy (Trummor, Dream Theater)
- Randy George (Bas)
- Mark Leniger (Saxofon)
- Alan Morse (Gitarr, Spock's Beard) (Neals bror)
- Roine Stolt (Gitarr, The Flower Kings)
- Steve Hackett (Gitarr)